# We the People
We the People é o terceiro álbum de estúdio da banda estadunidense de heavy metal Adrenaline Mob. Foi lançado em 2 de junho de 2017 e seguido por uma turnê. Segundo o vocalista Russell Allen, o álbum assume uma posição política. Ele também afirmou que se inspirou na temporada eleitoral estadunidense anterior.
É o único álbum da banda com o baixista David Zablidowsky, pois ele morreria em um acidente de trânsito em turnê com eles mais tarde naquele ano. O ex-baterista da banda A. J. Pero, que morreu em 2015, participa de um cover de Billy Idol, "Rebel Yell" (o novo baterista Jordan Cannata aparece em todas as outras faixas). Isso faz de We the People o trabalho final de AJ e David.

## Faixas
| N.º            | Título                                                                                            | Duração |  |
| 1.             | "King of the Ring" (Rei do Ringue)                                                                | 4:21    |  |
| 2.             | "We the People" (Nós, o Povo)                                                                     | 4:14    |  |
| 3.             | "The Killer's Inside" (O Assassino Está Dentro)                                                   | 5:53    |  |
| 4.             | "Bleeding Hands" (Mãos Sangrando)                                                                 | 4:53    |  |
| 5.             | "Chasing Dragons" (Perseguindo Dragões)                                                           | 4:09    |  |
| 6.             | "Til the Head Explodes" (Até a Cabeça Explodir)                                                   | 4:32    |  |
| 7.             | "What You're Made Of" (Do que Você É Feito)                                                       | 3:30    |  |
| 8.             | "Raise 'Em Up" (Levante-os)                                                                       | 5:06    |  |
| 9.             | "Ignorance & Greed" (Ignorância & Ganância)                                                       | 5:22    |  |
| 10.            | "Blind Leading the Blind" (Cegos Liderando os Cegos)                                              | 4:13    |  |
| 11.            | "Violent State of Mind" (Estado de Mente Violento)                                                | 5:06    |  |
| 12.            | "Lords of Thunder" (Senhores do Trovão (Música por Russell))                                      | 6:00    |  |
| 13.            | "Rebel Yell" (Grito Rebelde; faixa bônus; cover de Billy Idol; escrita por Billy e Steve Stevens) | 5:07    |  |
| Duração total: | Duração total:                                                                                    | 58:13   |  |

## Créditos
Adrenaline Mob
- Russell Allen - vocal, produção
- Mike Orlando - guitarras, vocais de apoio
- David Zablidowsky - baixo
- Jordan Cannata - bateria
- A. J. Pero - bateria em "Rebel Yell"[2]

## Paradas
| Parada (2017)                | Meior posição |
| ---------------------------- | ------------- |
| Países Baixos (Dutch Charts) | 138           |
| Bélgica (Ultratop Valônia)   | 86            |
| Suíça (Schweizer Hitparade)  | 78            |